# Gotischer Dom am Wasser
Gotischer Dom am Wasser ist der Titel eines Gemäldes von Karl Friedrich Schinkel aus dem Jahre 1813. Es zeigt in einer theatralisch komponierten und beleuchteten Ansicht eine monumentale gotische Kathedrale, die zwar nie gebaut wurde, aber bereits auf Schinkels spätere Architekturentwürfe im neugotischen Stil hinweist. Das Gemälde gehört zur Epoche der Romantik und wurde wegen seines patriotischen und programmatischen Gehalts bereits kurz nach seiner Entstehung sehr geschätzt und daher mehrfach kopiert. Heute wird das Bild in der Berliner Alten Nationalgalerie gezeigt.

## Bildinhalt und Interpretation
Das Gemälde ist in der Technik Öl auf Leinwand ausgeführt und hat das Querformat 80 × 106,5 cm. Von 1842 bis 1923 wurde es im ehemaligen Schinkel-Museum (später Beuth-Schinkel-Museum), Berlin ausgestellt. Seitdem gehört es zur Sammlung der Alten Nationalgalerie und trägt die Inventarnummer A III 842.
Es zeigt einen viertürmigen gotischen Dom, der auf einer felsigen Insel erhöht über einer mittelalterlichen Stadt mit kleinem antiken Prostylostempel am rechten Bildrand, und einen klassizistischen Bau mit einer Vorhalle. Weitere Elemente der Stadt sind in der Gotik und Renaissance nördlicher europäischer Breiten zuzuordnen. Es handelt sich bei der dargestellten Kathedrale um eine monumentale Architektur, die in ihrer filigranen Ausprägung einer idealisierten Gotik ein theatralisch anmutendes Abendlicht durchscheinen lässt.
Der tiefe Standpunkt des Betrachters mit Blick gegen Westen zur bald untergehenden Sonne gerichtet, ermöglicht dem Maler eine Lichtführung, die den Effekt einer Blendung verstärkt. Der Chor des Doms liegt ebenso wie die Osttürme und das Querschiff im Schatten und lassen auf den ersten Blick nur die Silhouette des Gebäudes erkennen. Erst allmählich erschließen sich dem Betrachter die Details des Domes. Das Maßwerk der Westtürme erhält dank seiner durchscheinenden Ausführung soviel Licht, dass kleinste Einzelheiten erkennbar sind. Bemerkenswert sind die in den Westtürmen hinaufführenden doppelläufigen Wendeltreppenanlagen, außerdem die beiden Lichtbündel, die zwischen den Türmen, durch ein Lanzettfenster und den Raum zwischen den Türmen, strahlen und die Kreuzigungsgruppe unter dem Bogen eines Vorbaus am südlichen Westturm. Die unwirkliche theatralische Darstellung wird durch die Farbigkeit des Himmels mit seinem klaren Blau und der teilweise in rosa gemalten dramatischen Wolkenstruktur unterstrichen, die über dem Dom zurücktritt, um die Wirkung eines Aufwärtsstrebens der gotischen Architektur zu verstärken. Die Figuren im Vordergrund am Hafenkai und die Menschengruppe vor dem symmetrischen Treppenaufgang zum Domplateau illustrieren auch die von Schinkel beabsichtigten Größenverhältnisse und Proportionen. Motive dieses ersten Bildes von mehreren eines Schinkelschen Doms wurden nach Ansicht des Kunsthistorikers Rüdiger Becksmann von der Kathedrale von Orléans beeinflusst. Aber auch Elemente der Dome von Mailand, Prag, des Straßburger Münsters und des Wiener Stephansdoms sind in dem Bild zu finden.
Im Bildvordergrund, direkt am Kai, steht eine achteckige gotische Bildsäule mit eisernen Ringen zur Befestigung von Booten. Die von Schinkel um diese Säule positionierten Personen verrichten alltägliche Arbeiten, ruhen sich aus und kommunizieren miteinander. Sie stehen alle auf verschiedene Weise mit dieser Säule in Beziehung, die somit als Symbol zur Bündelung menschlicher Anstrengungen und Kräfte aufzufassen ist, die es ermöglichen einen solchen, kühn ins Unendliche des Himmels strebenden Dom zu bauen. Die Spitze weist exakt nach oben auf die Vierung, also die Stelle des Domes hin, an der sich Quer- und Hauptschiff kreuzen.
Schinkels Gemälde Gotischer Dom am Wasser soll einerseits patriotisch in Hinblick auf die zu erwartenden Befreiungskriege von der Napoleonischen Vorherrschaft, aber auch religiös aufgefasst werden. Der Künstler selbst schreibt zur alten Kunst des Gewölbebaus: … die Deutschen ergreifen dieselbe aber mit der Ursprünglichkeit und Freiheit ihrer Natur und verstanden es bald, sie zum Ausdruck derjenigen Ideenwelt zu verwenden, die ebenso aus der ursprünglichen Geistesrichtung des Volkes, wie aus den Anschauungen des Christenthums nach einer äußeren Verwirklichung drängte. Das Gemälde Gotischer Dom am Wasser weist also einen visionären Charakter auf, der durch die Unterscheidung von Diesseitigem, in der alltäglichen Tätigkeit der Menschen im Vordergrund, und dem Jenseitigen, erkennbar an der sakralen Architektur, unterstrichen wird. Verstärkt wird diese Wirkung durch eine genrehafte Szene am Hafenkai in der ein gut gekleidetes Paar im Begriff ist, ein Boot zu besteigen, um zum Dom übergesetzt zu werden. Das Bild enthält auch Anspielungen zur Architekturauffassung Schinkels. Das Maßwerk zwischen den Westtürmen ist in seiner filigranen Ausführung ein Hinweis auf Schinkels Gusseisenarbeiten, in denen die erstrebte Filigranität realisiert wurde. Das gotische rote Backsteingebäude links von den Westtürmen des Doms weist mit seinen Fialtürmchen auf dem nahezu flachen Dach bereits auf seine in Berlin stehende Friedrichswerdersche Kirche von 1824 bis 1831 hin. Auf Schinkels ebenso vorhandene klassizistische Architekturauffassung, die im Gegensatz zu seiner mit der Gotik verknüpften politischen Haltung zu den Freiheitskriegen steht, deutet der kleine Tempel am Ufer des rechten Bildrands hin, er ist seinem 1801 gebauten Pomonatempel bei Potsdam nachempfunden.

## Kopien
Da Schinkels Original nicht zum Verkauf stand, entstanden Kopien von verschiedenen Künstlern. Für den Berliner Bankier und Joachim Heinrich Wilhelm Wagener schuf August Wilhelm Julius Ahlborn 1823 eine Kopie, die später mit Wageners Sammlung den Grundstock der Nationalgalerie bildete. Dieses Werk kam nach 1945 ins Moskauer Puschkin-Museum. Eine zweite Kopie mit dem Titel Dom über einer Stadt, die heute in der Münchner Neuen Pinakothek gezeigt wird, fertigte der Berliner Maler Karl Eduard Biermann um 1830 an. Der Landschaftsmaler Gustav Adolf Boenisch stellte ebenfalls eine Kopie her, die 1833 in Königsberg gezeigt wurde, aber deren weiteres Schicksal nicht mehr geklärt werden konnte. 1931 fiel eine Kopie des Bildes, von der aber nicht bekannt ist, ob es sich um die 1888 von der Nationalgalerie erworbene Version von Bönisch oder um ein anderes Bild handelte, dem Brand im Münchner Glaspalast zum Opfer.

## Ausstellungen und Literatur
- Eine ausführliche Liste über die Ausstellungen des Bildes und die zu Thema erschienene Literatur findet sich auf der Datenbankseite der Staatlichen Museen zu Berlin.[7]
- Gerd-Helge Vogel: Alte Nationalgalerie. Kunst im langen 19. Jahrhundert. Aus der Sammlung der Nationalgalerie. Herausgegeben von Ralph Gleis, Birgit Verwiebe, Yvette Deseyve. 7. Auflage, E. A. Seemann Verlag, Leipzig 2023, ISBN 978-3-86502-504-3, S. 346.